# Schmuckblumen
Die Schmuckblumen (Callianthemum) sind die einzige Pflanzengattung der Tribus Callianthemeae in der Unterfamilie Ranunculoideae innerhalb der Familie der Hahnenfußgewächse (Ranunculaceae). Die ungefähr 14 Arten gedeihen in den gemäßigten Gebieten Eurasiens. Der Gattungsname Callianthemum setzt sich aus den griechischen Wörtern κάλλος kállos „Schönheit“ und ἄνϑεμον ánthemon „Blume“ zusammen.

## Beschreibung

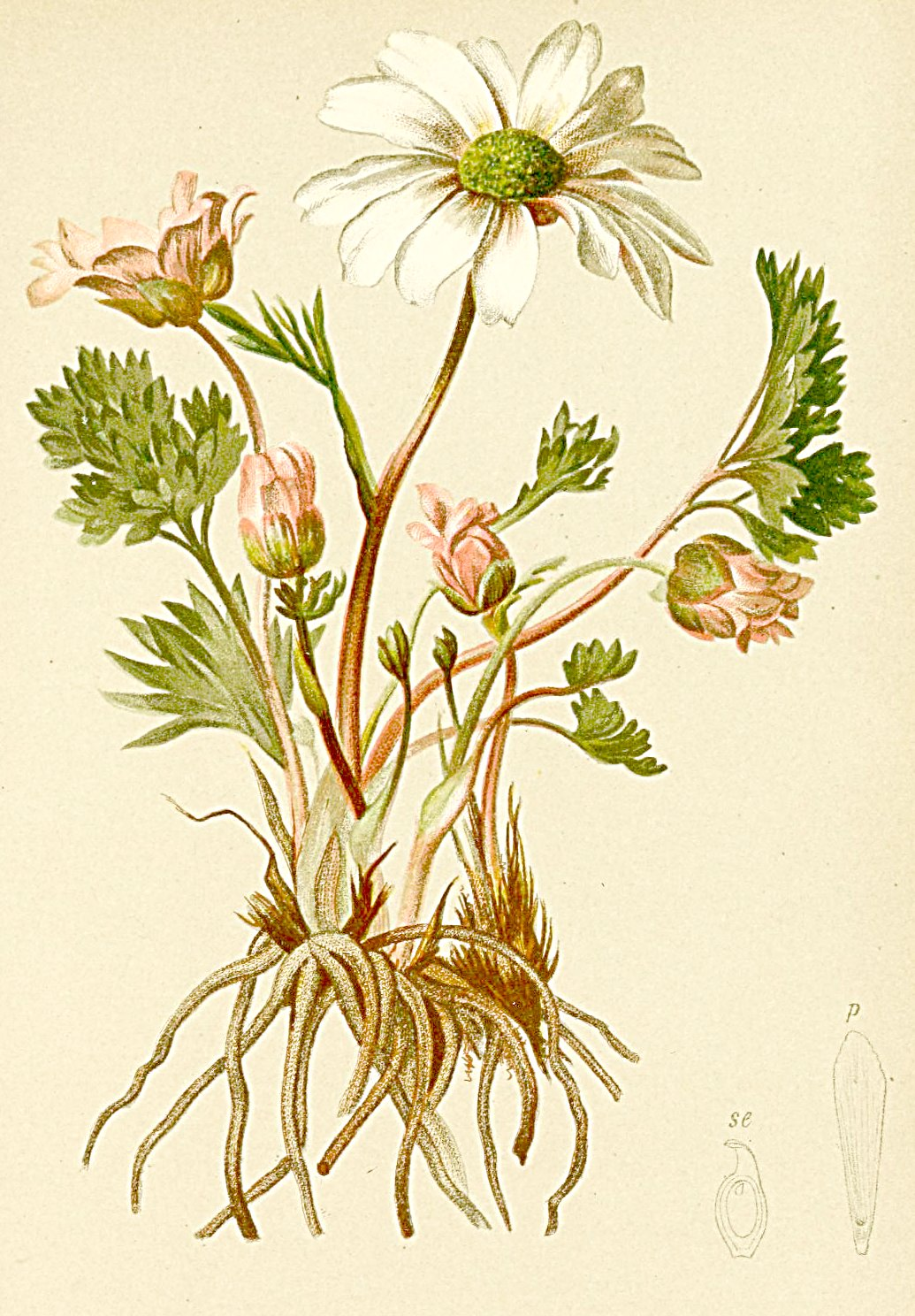
Illustration aus Atlas der Alpenflora der Anemonen-Schmuckblume (Callianthemum anemonoides)

### Vegetative Merkmale
Die Callianthemum-Arten wachsen als ausdauernde, krautige Pflanzen. Sie bilden kurze, kräftige Rhizome als Überdauerungsorgane aus. Die unbehaarte, grüne bis rot überlaufene Sprossachse kann unverzweigt oder verzweigt sein. Typisch sind die schwarzen Fasern, die am Grund die Sprossachse umgeben. Es handelt sich hierbei um die Gefäßbündel der Blattscheiden, die nach dem alljährlichen Absterben der Laubblätter dort verbleiben. Des Weiteren befinden sich an der Basis der Sprossachse Niederblätter. Die meisten Arten der Gattung weisen neben den Grundblättern auch stängelständige Laubblätter auf. Die blaugrünen, an der Blattunterseite etwas helleren grundständigen Laubblätter sind unbehaart. Sie besitzen einen relativ langen Blattstiel. Sie sind unpaarig gefiedert mit zwei- bis dreifach fiederteiligen Blättchen. Der Blattrand ist sehr fein gekerbt. Die Stängelblätter ähneln den Grundblättern in Form und Teilung, allerdings schwächen sich diese Merkmale ab, je höher sie an der Sprossachse angeordnet sind. So sind weit unten entspringende Blätter häufig doppelt gefiedert und mit langem Blattstiel und breiter Scheide ausgestattet, wohingegen die obersten Blätter sitzend sind und bei einzelnen Arten auch keine Teilung aufweisen.

### Generative Merkmale

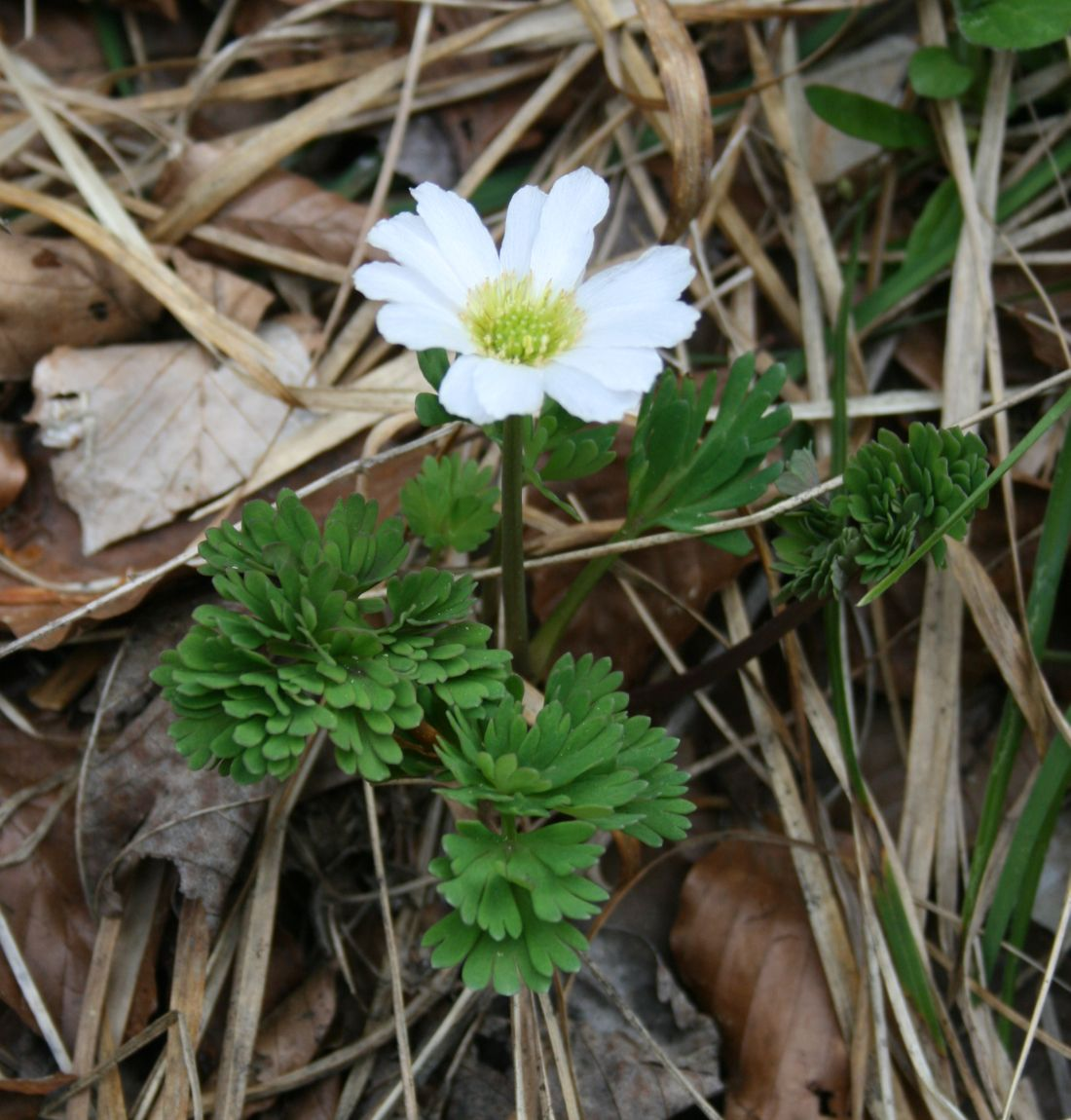
Habitus, Laubblätter und Blüte der Anemonen-Schmuckblume (Callianthemum anemonoides)

Die endständigen Blütenstände enthalten jeweils nur eine, meist in Bezug zur Pflanze verhältnismäßig große und auffallende Blüte. Die zwittrigen Blüten sind radiärsymmetrisch mit doppelter Blütenhülle (Perianth). Die fünf breit-eiförmigen Kelchblätter, je nach Florenwerk und Autor auch äußere Blütenhüllblätter genannt, sind grün bis weißlich. Ihre Länge entspricht meist der Hälfte der Länge der Kronblätter, die je nach Florenwerk und Autor auch als äußere Hüllblätter oder Nektarblätter bezeichnet werden. Sie fallen frühzeitig ab. Die fünf bis zwanzig Kronblätter sind spiralig angeordnet. Sie zeigen eine weiße Farbe, die beim Aufblühen bisweilen eine rötliche Tönung annehmen kann. Ihre Form kann schmal-linealisch bis breit verkehrt-eiförmig und kreis-eiförmig ausgeprägt sein. Typisch ist, dass die  größte  Breite in der oberen Hälfte des Kronblattes liegt. Die Kronblätter sind vorne ausgerandet, unregelmäßig ausgebissen oder herzförmig eingeschnitten. Zur Basis hin verschmälern sie sich in einen schmalen, ungefähr 1 bis 2 Millimeter langen orangegelben Nagel. In der Gabelung eines Gefässbündelstrangs, der in den Nagel eintritt, befindet sich eine nackte Nektargrube. Die linealischen Staubblätter sind in Vielzahl vorhanden. Sie sind in mehreren Reihen dicht spiralig auf dem abgerundeten Blütenboden angeordnet, wobei die Staubbeutel nur etwas breiter als die Staubfäden sind. Die sehr kurz gestielten, freien Fruchtblätter enthalten jeweils eine epitrope (Mikropyle weist aufwärts Richtung Griffel) Samenanlage, die seitlich der Bauchnaht hängt und mit zwei Integumenten ausgestattet ist. Die hängende Samenanlage im Unterschied zur grundständigen bei der übrigen Gattung Ranunculus war der Grund, dass Meyer die Gattung aus Ranunculus herauslöste und als Callianthemum aufstellte.
Als Frucht wird eine Sammelnussfrucht gebildet. Die eiförmigen bis verkehrt-eiförmigen, einsamigen Nüsschen besitzen eine netzadrige, selten glatte Oberfläche. Sie sind geschnäbelt, wobei oftmals ein flügelartiger Hautrand den Schnabel verbreitert.

## Systematik
Die Erstbeschreibung der Gattung  Callianthemum C.A. Mey. erfolgte 1830 durch den Botaniker Carl Anton von Meyer in Carl Friedrich von Ledebours Werk Flora Altaica, Band 2, S. 336. Der Gattungsname Callianthemum setzt sich aus den griechischen Wörtern κάλλος kállos „Schönheit“ und ἄνϑεμον ánthemon „Blume“ zusammen. Die Typusart der Gattung ist Callianthemum rutifolium (L.) C.A. Mey.
Johanna Witasek hat 1899 Callianthemum rutifolium C.A.Mey. als Callianthemum angustifolium neu beschrieben, wodurch Callianthemum rutifolium zu einem Synonym wurde.

### Geschichte der systematischen Stellung
Die systematische Stellung der Gattung Callianthemum ist Gegenstand von Diskussionen. Ursprünglich wurde die einzige Callianthemum-Art, die Linné kannte, die heutige Callianthemum anemonoides, als Ranunculus rutifolius von Linné (1753) in der Gattung Ranunculus geführt. Carl Anton von Meyer trennte 1830 Ranunculus rutifolius aufgrund der hängenden Samenanlagen von der Gattung Ranunculus ab und stellte die Gattung Callianthemum  mit der einzigen Art Callianthemum rutifolium (L.) C.A. Mey. auf. Allerdings verstand Meyer unter dieser Art eine andere als Linné, nämlich die im Altai-Gebirge vorkommende, von Witasek 1899 beschriebene Callianthemum angustifolium.
Nachdem die Gattung aufgrund morphologischer Aspekte mal in die Nähe von Helleborus, mal näher an Ranunculus oder Adonis gestellt wurde, wurde sie innerhalb der Familie der Hahnenfußgewächse von Tamura (1993) im Kontext einer Revision der Familie Hahnenfußgewächse und Jensen et al. (1995) in der Unterfamilie der Ranunculoideae in der Tribus Adonideae geführt. Wang et al. trennten 2009 Callianthemum von Adonideae ab und stellten eine eigene Tribus Callianthemeae in der Unterfamilie Ranunculoideae auf, die als einzige Gattung Callianthemum enthält, also monotypisch ist. Basis hierfür bildeten morphologisch-molekulargenetische Untersuchungen. Weitere Forschungen stützten die Monophylie der Tribus Callianthemeae. Allerdings ergaben sich Diskussionen zu den verwandtschaftlichen Beziehungen der Triben untereinander innerhalb der Unterfamilie Ranunculoideae. Während Wang et al. die Tribus Callianthemeae als Schwestertribus zur Klade Ranunculeae -Anemoneae stellte, schlug Cossard et al. (2016) vor, Callianthemeae und Asteropyreae als Schwestergruppen zu führen.
Im Kontext einer phylogenomischen Plastidenstudie 2019 führten Jian He, Min Yao, Ru-Dan Lyu et al. Callianthemeae und Helleboreae als Schwestergruppen, sehen jedoch weiteren Forschungsbedarf, beispielsweise Studien, die unter Verwendung zusätzlicher Marker aus dem Kern-Genom durchgeführt werden.

### Die Arten der Gattung

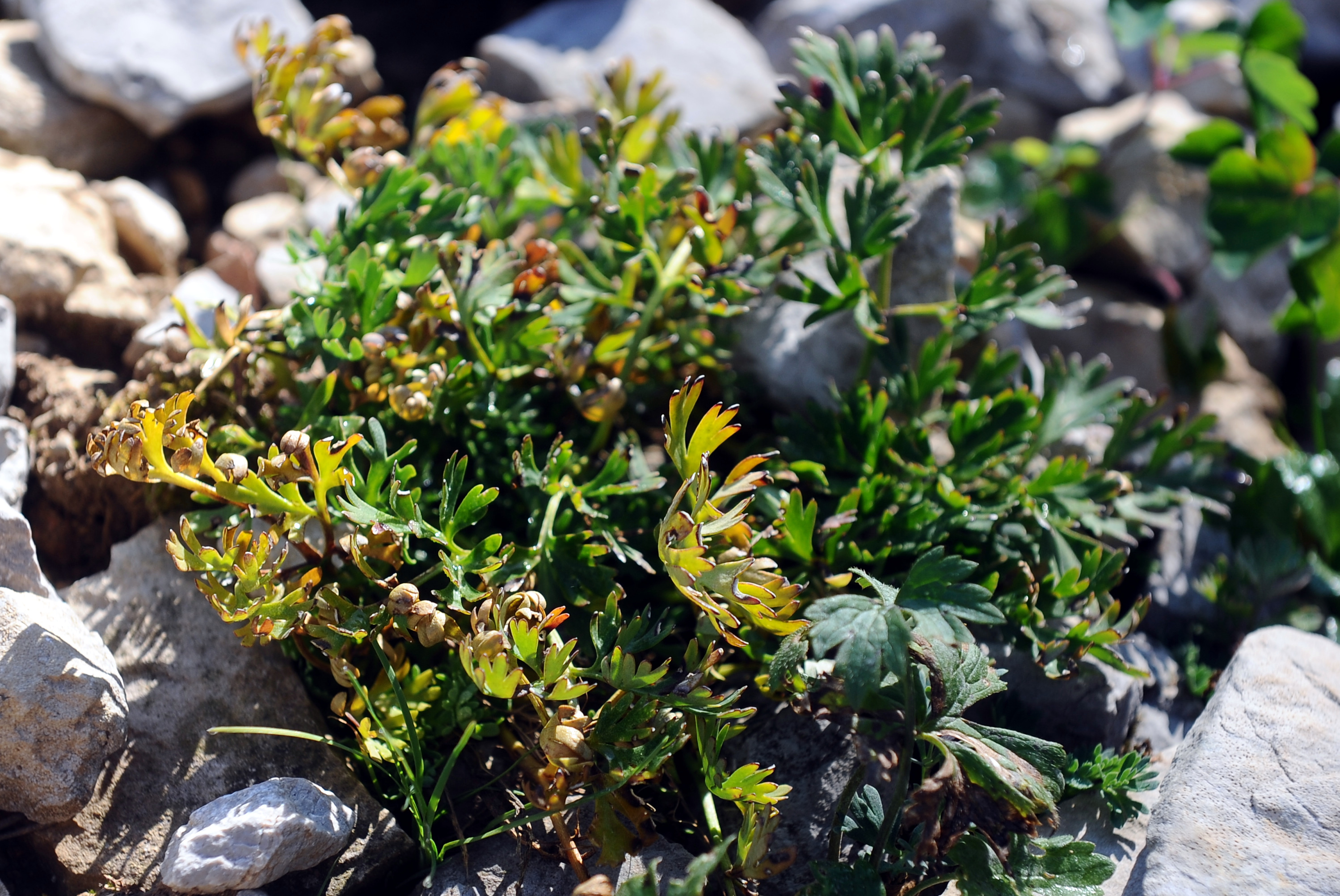
Kerners Schmuckblume (Callianthemum kernerianum)

Die Gattung Callianthemum umfasst nach derzeitigen Erkenntnissen und taxonomischer Auffassung (2019) ungefähr 14 Arten, von denen ca. 11 Arten in Asien und drei Arten in Europa verbreitet sind. Die europäischen Arten sind die Anemonen-Schmuckblume (Callianthemum anemonoides), Kerners Schmuckblume (Callianthemum kernerianum) und die Korianderblättrige Schmuckblume (Callianthemum coriandrifolium). Von diesen nimmt die Korianderblättrige Schmuckblume das größte, allerdings disjunkte Verbreitungsareal ein.
Vergleichende molekular-phylogenetische Untersuchungen legen nahe, dass die Gattung Callianthemum auf 45 bis 50 Millionen Jahre zurückdatiert werden kann, jedoch die Entwicklung von Unterschieden bei der Artbildung der aktuell existierenden Arten erst vor ungefähr 7 Millionen Jahren einsetzte. Die europäischen Arten wanderten gemäß dieser Untersuchungen zweimal unabhängig voneinander in zwei Linien (Callianthemum coriandrifolium und Callianthemum anemonoides / Callianthemum kernerianum) während des Quartärs von Asien, dem Ursprungsgebiet der Gattung, nach Europa ein und sind demnach keine monophyletische Gruppe.

#### Artenliste der Gattung

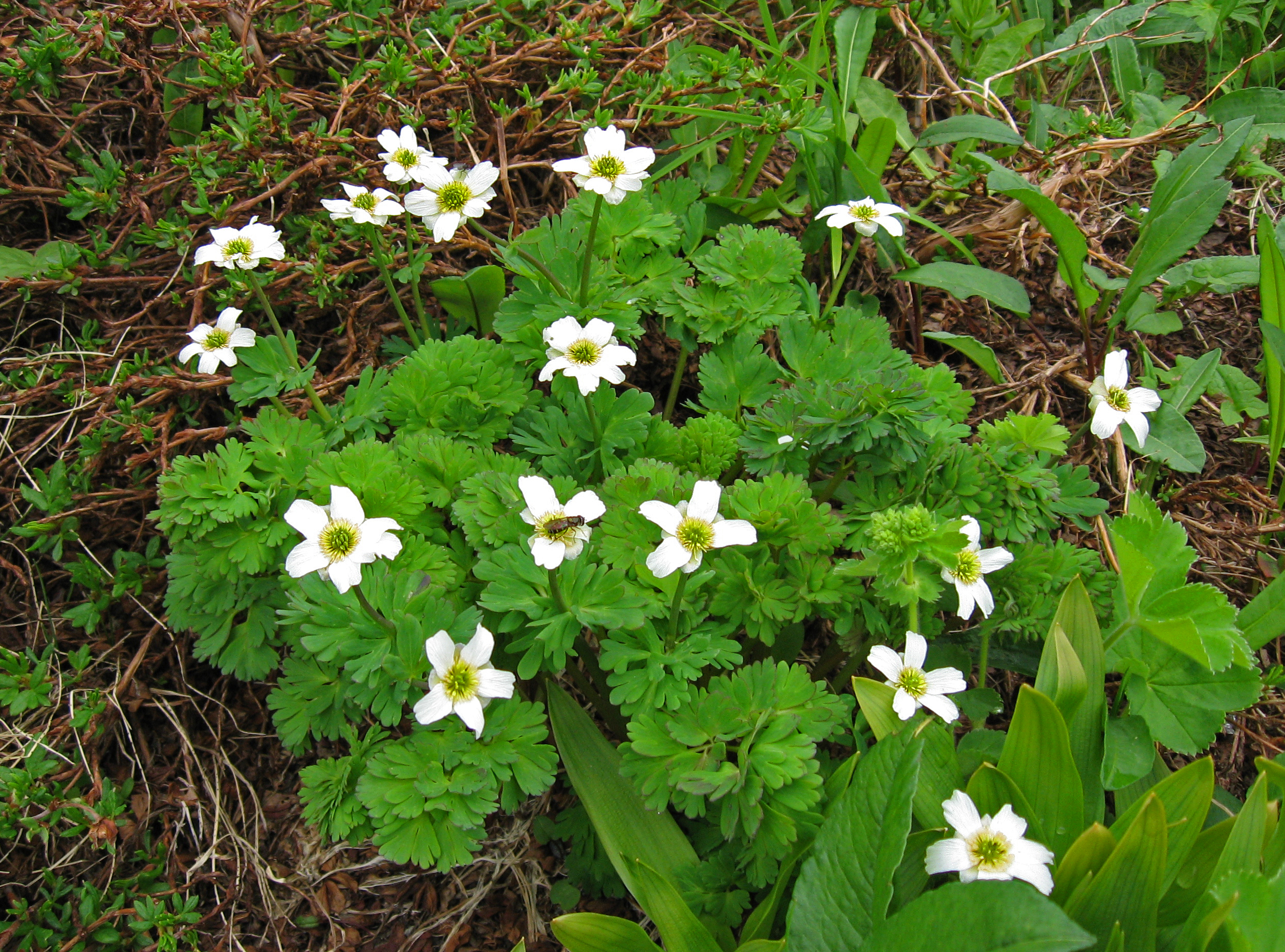
Blühende Callianthemum hondoense

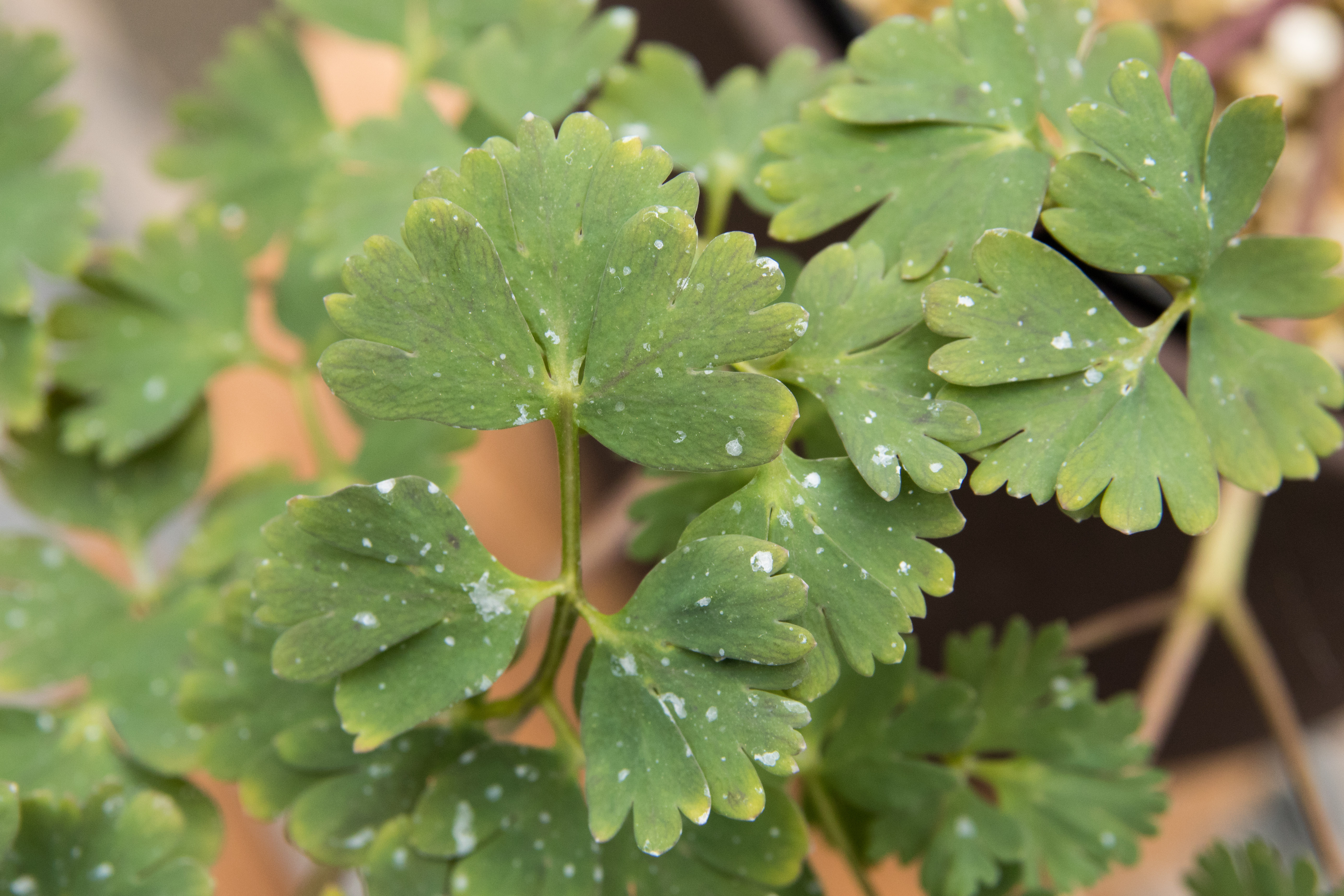
Blattansicht von Callianthemum kirigishiense

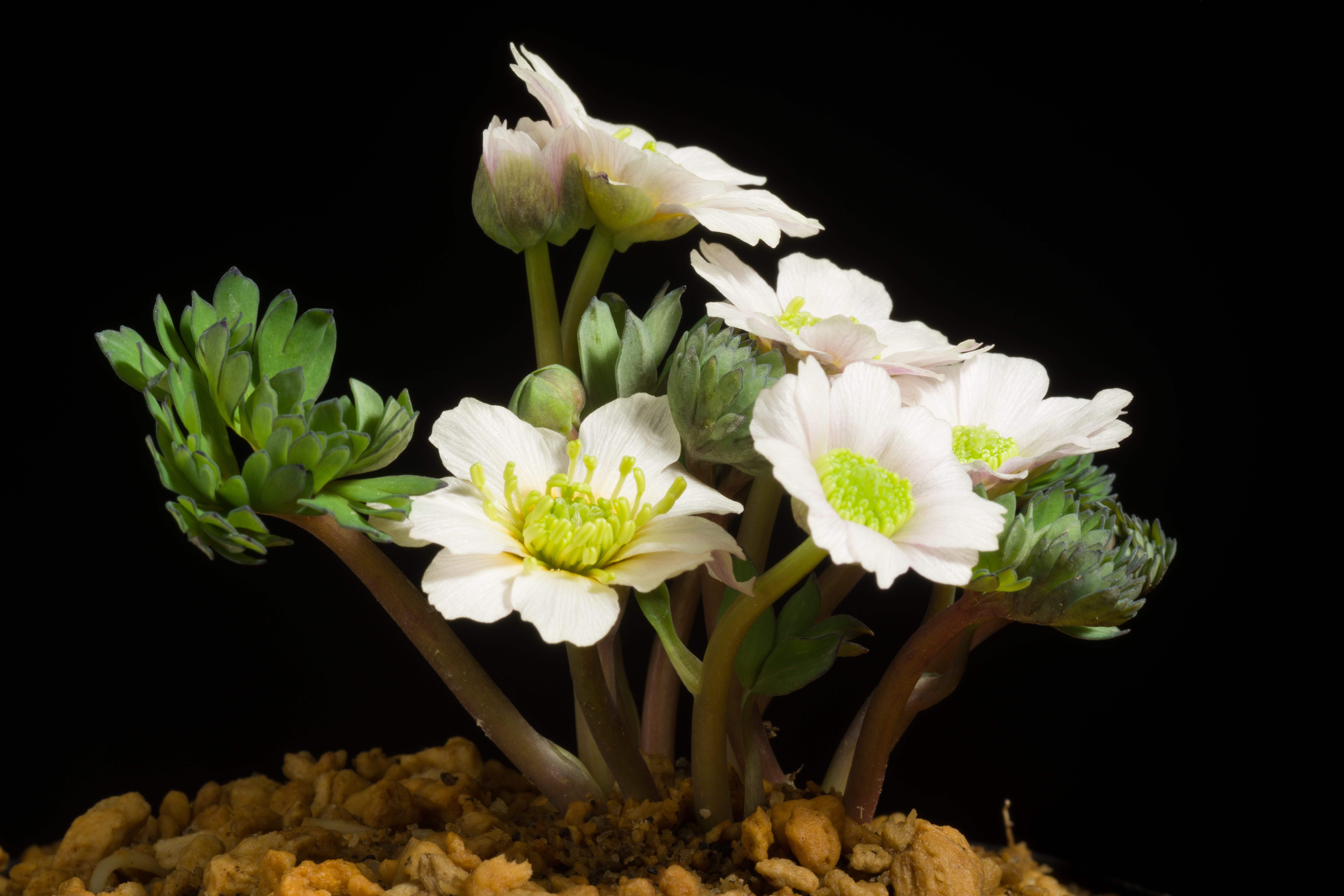
Blühende Callianthemum miyabeanum

- Callianthemum alatavicum Freyn, Heimat: Pakistan, Kaschmir, Russland, Mongolei, China
- Anemonen-Schmuckblume (Callianthemum anemonoides (Zahlbr.) Endl., Syn.: Callianthemum acaule Cambess. ex Hook. f., Callianthemum berardii (Vill. ex Steud.) P.Fourn.): Dieser Endemit kommt nur in den österreichischen Alpen (Niederösterreich, Oberösterreich, Steiermark) vor.
- Callianthemum angustifolium Witasek: Sie kommt im nördlichen Xinjiang, in der Mongolei und Russland vor.
- Korianderblättrige Schmuckblume oder Rautenblättrige Schmuckblume (Callianthemum coriandrifolium Rchb.): Sie gedeiht in europäischen Gebirgen in Spanien, Frankreich, Italien, der Schweiz, Österreich, Polen und in der Slowakei.[15]
- Callianthemum farreri W.W.Smith: Sie gedeiht in Höhenlagen von 3500 bis 4000 Metern in den chinesischen Provinzen südliches Gansu sowie nordwestliches Sichuan.
- Callianthemum hondoense Nakai & Hara: Sie ist ein Endemit auf dem Berg Kitadake in Japan.
- Callianthemum insigne Nakai: Sie kommt in Korea vor.[13]
- Callianthemum isopyroides (DC.) Witasek: Sie besiedelt das Altai-Gebirge sowie Gebirgsregionen westlich und nördlich davon.[13]
- Kerners Schmuckblume (Callianthemum kernerianum Freyn ex A.Kern.): Dieser Endemit kommt nur in Norditalien nur im Gebiet des Gardasees vor.
- Callianthemum kirigishiense (Ken Sato & Koji Ito) Kadota. Die Art wird auch als Unterart von Callianthemum sachalinense geführt. Sie kommt in Japan vor.[13]
- Callianthemum miyabeanum Tatew.: Es ist ein Endemit auf dem Berg Apoi im Hidaka-Gebirge auf Hokkaidō im nördlichen Japan.
- Callianthemum pimpinelloides (D.Don) J.D.Hooker & Thomson (Syn.: Callianthemum tibeticum Witasek), Heimat: Afghanistan, Bhutan, Indien, Kaschmir, Nepal, Pakistan, Sikkim, China, Tibet
- Callianthemum sachalinense Miyabe & Tatew. Das Verbreitungsgebiet umfasst den Fernen Osten Russlands, das Territorium zwischen dem Baikalsee in Ostsibirien und dem Pazifischen Ozean.[13]
- Callianthemum sajanense Witasek: Diese Art wird auch als  Callianthemum angustifolium Witasek var. sajanense (Regel) Luferov geführt, also eine Varietät von Callianthemum angustifolium. Die Pflanze besiedelt das Altai-Gebirge sowie Gebirgsregionen westlich und nördlich davon.[13]
- Callianthemum taipaicum W.T.Wang: Dieser Endemit gedeiht in Höhenlagen von 3400 bis 3600 Metern nur im Taibai Shan in der chinesischen Provinz Shaanxi.

## Verbreitung
Die Arten der Gattung Callianthemum besiedeln die Gebirgsregion von Europa und Zentralasien. Ihr Vorkommen ist meist auf alpine und subalpine Standorte begrenzt.

## Verwendung
Alle europäischen und einige asiatische Arten wie Callianthemum pimpinelloides und Callianthemum angustifolium werden in Mitteleuropa gelegentlich als Zierpflanzen verwendet. Sie eignen sich insbesondere für eine Kultur im Steingarten oder Alpinenhaus. Sie bevorzugen einen vollsonnigen, nach Osten gelegenen Standort auf feucht-kühlen Unterlagen. Vermehrung erfolgt durch Aussaat und Teilung des Rhizoms. Eine medizinische oder wirtschaftliche Nutzung ist für keine Art der Gattung bekannt.